# یوسف‌خان امیر مجاهد
یوسف‌خان امیر مجاهد (زادهٔ ۱۲۴۹ منطقه بختیاری - درگذشته ؟) از رجال سیاسی دوران قاجار بود ، که پسر ششم حسینقلی خان ایلخانی و برادر کوچکتر علیقلی خان سردار اسعد بود. وی از سران جنبش مشروطه محسوب می‌شد و نیز از رهبران کمیته قیام سعادت بود.

## زندگی
یوسف‌خان امیر مجاهد در سال ۱۲۸۷ هجری قمری معادل ۱۲۴۹ هجری شمسی در منطقهٔ بختیاری زاده شد. وی در نهضت مشروطیت، به سهم خود فعالیت‌هایی را به عهده گرفت. هنگام بازگشت محمدعلی میرزا به ایران، امیرمجاهد به فرماندهی عدهای سوار بختیاری در کرج، با قشون وی درگیر شد و رشادتهای زیادی نشان داد.

## پیوستن به مشروطه‌خواهان
یوسف‌خان به خواست برادر بزرگتر خود،؛ علیقلی خان سردار اسعددوم، وارد اردوی مشروطه خواهان شد. اقامت سردار اسعد در پاریس، مصادف شد با به توپ بستن مجلس شورای ملی و دستگیری مشروطه خواهان، لذا روشنفکران ایرانی، به اروپا مهاجرت کرده و در این زمان، یوسف‌خان امیر مجاهد نیز به همراه سردار اسعد، در پاریس حضور داشت و در آن روزها، خانه سردار اسعد، محل آمد و شد رجال سیاسی و روشنفکران ایرانی گشته بود.
پس از آنکه سردار اسعد متقاعد گشته بود که عملأ وارد درگیری علیه محمدعلی شاه گردد، ابتدا در سال ۱۲۸۷ ه. ش یوسف‌خان امیر مجاهد را برای چند منظور، به ایران فرستاد. یوسف‌خان ابتدا به بختیاری رفته و به درخواست علیقلی خان، موضوع فتح اصفهان و تهران را با برادران و عموزاده‌های خویش مطرح نمود و بمنظور رفع کدورت با عموزاده‌ها، یعنی ضرغام السلطنه و سلطان محمد خان سردار اشجع و غلامحسین خان سالار محتشم پیمان نامه‌ای نوشتند. سپس امیر مجاهد شروع به جمع‌آوری نیرو و قشون نمود و تا زمان ورود سردار اسعد به بختیاری، تعداد هفتصد سوار زبده بختیاری، مهیا نمود.

## فتح تهران
در زمان فتح تهران بدست مجاهدین و سواران بختیاری، یوسف‌خان امیر مجاهد نیز در اردوی سردار اسعد حضور داشت و یکی از فرمانده‌های قشون بختیاری بود.
زمانیکه کلنل لیاخوف توسط سواران بختیاری، در تهران دستگیر شد، سپهدار تنکابنی و سردار اسعد، حفاظت از وی را، به یوسف‌خان سپردند، که در صورت حمله مشروطه خواهان، بمنظور کشتن لیاخوف، از جان وی حفاظت نماید.

## قیام سعادت
امیر مجاهد، در کمیته قیام سعادت، به رهبری شیخ خزعل (شیخ قدرتمند مناطق عرب‌نشین خوزستان، در زمان قاجار و پهلوی اول)، نیز نقش مهمی داشت. در این قیام، خوانین بختیاری و شیخ خزعل هم پیمان شدند، که در مقابل برنامه ایجاد تمرکز رضاخان، ایستادگی کنند. امیر مجاهد، به نمایندگی از طرف خوانین بختیاری انتخاب شد و به همین منظور، شیخ خزعل، با همکاری یوسف‌خان امیر مجاهد، کمیته‌ای به نام کمیته قیام سعادت تشکیل دادند و در دو جبهه، به مبارزه با حکومت رضاخان پرداختند.
در هنگام مبارزات کمیته قیام سعادت بود که یوسف‌خان با شُکر خدا اشراقی از ایل زراسوند آشنا شد و بعدها او را برادر و وکیل خود نامید و در دوره ای شکر خدا و خاندانش را در ملک شخصی خود یعنی قلعه شمس آباد ساکن کرد.
زمانیکه خبر تسلیم شدن شیخ خزعل را به یوسف‌خان دادند، او نیز عقب‌نشینی کرد و مدتی در کوهستان‌های بختیاری متواری بود، ولی در نهایت خود را تسلیم حکومت مرکزی کرد و به زندان رفت. وی مدتی در زندان رضاخان به سر برد. سرانجام با وساطت نزدیکان، یوسف‌خان از زندان آزاد گشت.

## قلعه یوسف‌خان امیر مجاهد
قلعه یوسف‌خان امیر مجاهد در ۲۵ کیلومتری باختر شهرکرد و در روستای شمس‌آباد واقع است. این قلعه متعلق به یوسف‌خان امیر مجاهد بوده و در حدود ۱۲۰ سال پیش، بدست وی ساخته شده‌است. مصالح این قلعه از خشت بوده، نمای آجری دارد و در دو طبقه همکف و زیرزمین به صورت مجموعه‌ای شامل ورودی هشتی شکل، چهار برج و ابنیه جانبی ساخته شده‌است. طبقه همکف بنا دارای یک ایوان ستون دار است و نقوش به کار رفته در ته ستون‌های ایوان شمالی، از مهم‌ترین تزیینات آن به‌شمار می‌رود.
در سال‌های مختلف خاندان‌های بختیاری زیادی در قلعه ساکن بودند که از مهم‌ترین آن‌ها می‌توان به همسران و فرزندان یوسف‌خان امیر مجاهد و خاندان وکیل شُکر خدا اشراقی و رحم خدا اشراقی اشاره کرد.

## قلعه امیر مجاهد
قلعه امیر مجاهد، یا باغ امیر مجاهد یکی از بناهای تاریخی رامهرمز می‌باشد. این قلعه در زمان استقرار و تسلط خوانین بختیاری در منطقه رامهرمز در اواخر قاجار توسط یوسف‌خان ساخته شده‌است و به شماره ثبت ۳۷۷۱ مورخ ۱۲/۶/۱۳۸۰ در فهرست آثار ملی به ثبت رسیده است.
قلعه امیر مجاهد در انتهای باغی ساخته شده که از انواع درختان از قبیل نخل، پرتقال و گل و گیاه پوشیده شده‌است. از ویژگی‌های قلعه امیر مجاهد نوع معماری آن است که منحصر به دوره قاجار می‌باشد.